# 江孜饭店
江孜饭店（英語：Gyantse Hotel），位于西藏自治区日喀则地区江孜县。

## 简介
江孜饭店是1984年确定的43项援藏工程之一，由山东省投资援建。1986年6月，国家投资640万元兴建江孜饭店。1988年，江孜饭店开业。从开业到1998年底，该饭店共接待游客146727人次，其中外国人88656人次，总收入3210.55万元人民币，累计上缴利税1294.49万元人民币。
1998年11月，江孜饭店投资230万元人民币，对102个房间进行全面更新改造，使硬件达到了三星级酒店的标准。